# قنفذية دموية
القنفذية الدموية نوع نباتي يتبع جنس القنفذية من الفصيلة النجمية.

## البيئة والانتشار
تنتشر في القسم الأوسط من جنوب الولايات المتحدة (ولايات تكساس وأركنساس وأوكلاهوما).